# Цубер
Цубер (словен. Cuber) — поселення в общині Лютомер, Помурський регіон, Словенія. Висота над рівнем моря: 269 м.